# دلویر (اکلاهما)
دلویر(به انگلیسی: Delaware) شهری در ایالت اکلاهما کشور ایالات متحده آمریکا است که جمعیت آن در سرشماری سال ۲۰۱۰ میلادی، ۴۱۷ نفر بوده‌است.